# HD62640
HD62640 — хімічно пекулярна зоря спектрального класу B9, що має видиму зоряну величину в смузі V приблизно  8,1.
Вона  розташована на відстані близько 1630,8 світлових років від Сонця.

## Фізичні характеристики
Телескоп Гіппаркос зареєстрував фотометричну змінність  даної зорі з періодом    0,74 доби в межах від  Hmin= 8,10 до  Hmax= 8,00.

## Пекулярний хімічний склад
Зоряна атмосфера HD62640 має підвищений вміст 
Si
.